# NGC 3993
NGC 3993 is een spiraalvormig sterrenstelsel in het sterrenbeeld Leeuw. Het hemelobject werd op 6 april 1785 ontdekt door de Duits-Britse astronoom William Herschel.

## Synoniemen
- UGC 6935
- MCG 4-28-101
- ZWG 127.112
- KUG 1155+255A
- PGC 37619